# Macrophyllodromia multipunctata
Macrophyllodromia multipunctata är en kackerlacksart som beskrevs av Guilherme A.M.Lopes och de Oliveira 2006. Macrophyllodromia multipunctata ingår i släktet Macrophyllodromia och familjen småkackerlackor. Inga underarter finns listade i Catalogue of Life.